# Aino Kallas
Pour les articles homonymes, voir Kallas et Krohn.
Aino Kallas (née Krohn le 2 août 1878 à Kiiskilä près de Vyborg, dans le grand-duché de Finlande, et morte le 9 novembre 1956 à Helsinki) est une femme de lettres finlandaise.
Elle a écrit principalement des romans inspirés par l'histoire et le folklore des pays baltes.

## Biographie

### Famille
Aino Kallas est fille du poète et homme de science Julius Krohn, et de Maria Wilhelmina Lindroos première directrice de l'école finnoise pour filles d'Helsinki.
Son frère Kaarle Krohn et ses sœurs Helmi Krohn et Aune Krohn pratiquent l'écriture.
Son oncle maternel Bernhard Fredrik Godenhjelm est professeur d'allemand à l'université d'Helsinki et il l'initie à la littérature.

### Enfance
Aino passe la plus grande partie de son enfance à Helsinki où elle est élève de l'école finnoise pour filles d'Helsinki.
Elle  passe ses étés en famille au manoir de Kiiskilä sur la rive de la baie de Viipuri.
Dans son livre Katinka Rabe elle décrit ses souvenirs de ces étés.
En 1888, son père Julius Krohn se noie lors d'une promenade en voilier, Aino a dix ans.
Très vite ses grands-parents meurent aussi et le manoir de Kiiskilä est vendu.
Sa mère tombe malade.
On a beaucoup dit que la récurrence du thème de la mort dans les écrits d'Aino prend racine dans ces événements douloureux de ses années d'enfance.
Très jeune Aino écrit des poèmes et des nouvelles décrivant l'amour romantique.
Elle publie trois recueils : Lauluja ja balladeja (1897), Kuloa ja kevättä (1899) et Kirsti.

### Mariage et carrière d'écrivain
Aino se marie en 1900 avec Oskar Kallas, un professeur d'université estonien dont elle aura cinq enfants, Virve, Laine, Sulev, Lembit et Hillar.
Ils habitent d'abord à Saint-Pétersbourg puis déménagent en 1904 pour l'Estonie et s'installent à Tartu.
Aino s'intéresse à la culture estonienne, rejoignant le groupe Jeune-Estonie militant pour l'indépendance de l'Estonie.
À cette époque les Estoniens subissent des restes de féodalisme allemand, l'oppression des tsars russes, la première révolution et la dépression économique qui s'ensuivit puis la Première Guerre mondiale, la nouvelle révolution et la guerre d'indépendance à la suite de laquelle l'Estonie peut être indépendante pendant une vingtaine d'années.
Plus tard, il y aura l'occupation bolchevique et les années tragiques qui suivront ainsi que l'occupation allemande qui suit avant la période de l'appartenance de Estonie à l'URSS.
Au début Aino se sent déracinée au milieu d'un pays, d'un peuple et d'habitudes étrangers et elle n'est pas motivée pour écrire à propos de l'Estonie.
Mais en 1903, elle visite son oncle à Karja dans l'île de Saaremaa.
Elle y entend les récits des années de servages en Estonie, d'accidents, des lois et impôts injustes imposés par les conquérants.
Aino commence alors à traiter de sujets estoniens dans ses nouvelles comme Lukkari ja kirkkoherra afin de combattre l'oppression.
Aino Kallas obtient son premier succès artistique avec son recueil de nouvelles Meren takaa (1904–1905) où elle décrit avec précision et réalisme les conditions sociales des Estoniens pendant la domination des propriétaires allemands de manoirs et durant la domination russe.
Son recueil de nouvelles Lähtevien laivojen kaupunki (1913) a des influences symbolistes.
Cela signifie un tournant dans la production d'Aino Kallas, l'abandon de thèmes sociaux pour des sujets plus mythologiques.
Cette période d'écriture est à l'image des orages dans la vie personnelle de l'écrivain, dont la plus importante est son histoire d'amour avec le poète Eino Leino de 1916 à 1919.
Ce sera pour Aino une expérience dont il naîtra des œuvres symbolistes et impressionnistes comme Seitsemän: Titanic-novelleja et Katinka Rabe dans lesquelles elle décrit son passé familial.
En tout, Aino Kallas aura publié une dizaine de recueils de nouvelles qui comprennent plusieurs des plus belles nouvelles jamais écrites en finnois.
Elle s'installe à Londres de 1922 à 1934 car son mari est devenu ambassadeur d'Estonie au Royaume-Uni, et se lie d'amitié avec John Galsworthy.
Elle décrit cette époque dans 'Löytöretkillä Lontoossa.
La vie sociale exigeante de Londres est contrebalancée par les séjours estivaux en famille sur les plages d'Hiiumaa qui lui procurent l'inspiration.
Durant ces années de créativité intense, elle développe un style personnel avec lequel elle écrit des histoires d'habitants d'Hiiumaa ou de Livonie dans ses textes Barbara von Tisenhusen (1923), Reigin pappi (1926) et Sudenmorsian (1928), qui composent la trilogie de l'Éros assassin, qu'on peut considérer comme une tétralogie si on lui associe la nouvelle Pyhän joen kosto (1930), à la thématique très proche.
Ces quatre nouvelles sont souvent considérées comme ses plus beaux écrits.
En 1934, de Londres elle retourne en Estonie.
Le couple habite à Tallinn, l'été sur Hiiumaa et en Finlande.
En 1938, l’État finlandais donne à Aino une retraite d'écrivain.
Quand l’Estonie perd son indépendance, les Kallas sont touchés personnellement, ils perdent un garçon et une fille.
Aino Kallas publie ses recueils de poèmes tragiques inspirés par cette épreuve Kuoleman joutsen, Kuun silta et Polttoroviolla.
Elle publie son autobiographie de 1952 à 1954.

## Œuvres

### Ouvrages principaux
- (fi) Au-delà de la mer [« Meren takaa »] (recueil de nouvelles), Helsinki, Otava, 1904-1905
- (fi) La Ville des bateaux en partance [« Lähtevien laivojen kaupunki »] (recueil de nouvelles), Helsinki, Otava, 1913
- (fi) Barbara von Tisenhusen, Histoire d'une Live [« Liivinmaalainen tarina »] (nouvelle), Helsinki, Otava, 1923
- (fi) Le Prêtre de Reig, histoire d'un habitant de Hiiumaa [« Reigin pappi »] (nouvelle), Helsinki, Otava, 1926
- (fi) La Fiancée du loup, histoire d'une habitante de Hiiumaa [« Sudenmorsian »] (nouvelle), Helsinki, Otava, 1928 son œuvre la plus célèbre
- (fi) La Vengeance de la rivière sacrée [« Pyhän joen kosto »] (nouvelle), Helsinki, Otava, 1930
- (fi) Mare et son fils [« Mare ja hänen poikansa »] (pièce de théâtre), Helsinki, Otava, 1935
- (fi) Cygne de la mort [« Kuoleman joutsen »] (poèmes), Helsinki, Otava, 1942
- (fi) Le Pont de lune [« Kuun silta »] (poèmes), Helsinki, Otava, 1943
- (fi) Sur le bûcher [« Polttoroviolla »] (poèmes), Otava, 1945

### Ouvrages traduits en français
- (fi) La Fiancée du loup, Viviane Hamy, coll. « Domaine étranger », 1992, 176 p. (ISBN 978-2878580099)

## Prix et récompenses
- Prix national de littérature
- prix Aleksis Kivi (1942)